# Platyphora
Platyphora là một chi bọ cánh cứng trong họ Chrysomelidae.
Chi này được miêu tả khoa học năm 1857 bởi Gistel.

## Các loài
Các loài trong chi này gồm:
- Platyphora clara Daccordi, 1994
- Platyphora furthi Daccordi, 1994
- Platyphora guyana Daccordi, 1994
- Platyphora lesagei Daccordi, 1994
- Platyphora rileyi Daccordi, 1994
- Platyphora selva Daccordi, 1994
- Platyphora vidanoi Daccordi, 1994